# Tor des Monats
Das Tor des Monats ist seit März 1971 eine monatlich verliehene Auszeichnung des deutschen Fernsehsenders Das Erste für einen gültigen Treffer im Fußball, der innerhalb des Auszeichnungsmonats erzielt wurde. Die Wahl wird mittlerweile im Internet und per TED durchgeführt; in früheren Jahren war eine Abstimmung per Post nötig. Eine ähnliche Auszeichnung wird von der BBC vergeben, die seit 1970 das Goal of the Month ermittelt. Dies hatte der Sportschau-Moderator Klaus Schwarze in England gesehen und nach seiner Heimkehr der Redaktion vorgeschlagen, diese Idee zu übernehmen, wie er in der Sportschau später einmal erzählte.  Entsprechungen in anderen Ländern sind nicht bekannt.
Nach der ersten Ausstrahlung erhielt der WDR 600.000 Zuschriften. Um diese auszuwerten, wandte man sich an die Leitung des Kölner Gefängnisses Klingelpütz.
Neben dem Tor des Monats prämiert Das Erste auch das Tor des Jahres. Nach der Wiederaufnahme der Bundesligaberichterstattung in der Sportschau im Jahr 2003 wurde außerdem in jeder Sendung ein Tor der Woche gewählt, diese wurden auch montags bis freitags vor der 20-Uhr-Tagesschau gezeigt und bildeten dann die Grundlage für die Wahl zum Tor des Monats. Die Ausstrahlung wurde mit einem kurzen Werbefilm über das zu gewinnende Auto ergänzt, wodurch die Kosten für die Ausstrahlungsrechte der Bundesligaspiele teilweise finanziert wurden. Zuvor wurde am Ende der Sendung ein von der Redaktion ausgewähltes Tor des Tages präsentiert.
Mit 13 Auszeichnungen führt Lukas Podolski die Liste der Gewinner mit großem Abstand an. Eine vollständige Liste aller Tore des Monats ist im Artikel Liste der Tore des Monats zu finden.

## Modus
Es kann einer von fünf Treffern bestimmt werden. Diese wurden durch die Redaktion vorausgewählt. Zunächst wurde per Post und später per Telefon abgestimmt. Inzwischen ist dies auch online möglich. Der Schütze des Tors erhält eine Medaille. Aus allen Teilnehmern an der Abstimmung wird der Gewinner eines Preises ermittelt.

## Auswahlkriterien
Bei den vorausgewählten Treffern kann es sich um Tore aus Partien unterschiedlicher Wettbewerbe oder aus Freundschaftsspielen handeln. In den meisten Fällen handelte es sich aber um Tore, die in Bundesliga-Spielen fielen. So wurden 42 % der Tore des Monats in Spielen der 1. Bundesliga erzielt. Lediglich in den Zwischenzeiten ohne Bundesligaspiele werden häufiger Tore in unterklassigen Ligen und Länderspielen (unter anderem 45 Tore in Länderspielen der deutschen Männernationalmannschaft) nominiert. Zunächst wurden die Treffer ohne Kommentar gezeigt, um zu vermeiden, dass Tore aus Sympathie für den Schützen oder dessen Team gewählt werden. Inzwischen werden dagegen die Namen der Spieler und deren Mannschaften genannt.

## Rekorde

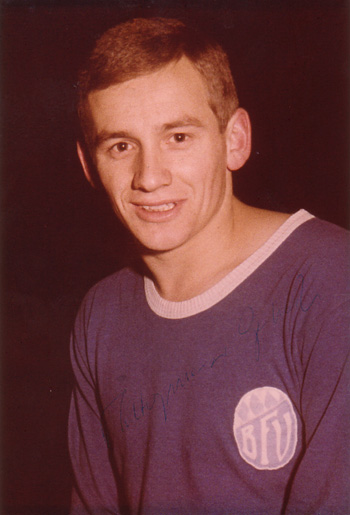
Gerhard Faltermeier, erster Preisträger 1971 (hier 1968 im Dress der Bayerischen Verbandsauswahl)

### Erstes Tor des Monats
Erster Schütze des Tor des Monats war Gerhard „Gerd“ Faltermeier. Der damalige Mittelfeldspieler des SSV Jahn Regensburg platzierte am 28. März 1971 im Regionalligaspiel (damals zweitklassig) gegen den VfR Mannheim einen 20-Meter-Freistoß so in den Winkel, dass der Ball oben im Netz hängen blieb. 71.000 der 250.000 Einsendungen wählten diesen Treffer zum ersten Tor des Monats. Sportschau-Gastgeber Oskar Klose überreichte die erste Auszeichnung an Faltermeier im Studio.

### Erstes Tor des Monats durch eine Frau
Im September 1974 erzielte erstmals eine Frau das Tor des Monats. Bärbel Wohlleben vom TuS Wörrstadt erzielte den Treffer im ersten Finale um die deutsche Frauenfußballmeisterschaft. Weitere Frauen, die ein Tor des Monats erzielten: Beverly Ranger 1975, Silvia Neid 1988, Ursula Lohn 1989, Heidi Mohr 1991, Kerstin Elger 1996, Renate Lingor 1999, Birgit Prinz 2001, Nia Künzer 2003, Simone Laudehr 2007, Melanie Behringer 2009, als bis dahin jüngste Torschützin Leonie Maier 2013, Dzsenifer Marozsán 2015 sowie Alexandra Popp, Loreen Bender (beide 2022), Paulina Krumbiegel, Elisa Senß und Sophie Weidauer (alle 2024).

### Einziger Spieler der DDR-Oberliga
Jörg Burow vom FC Carl Zeiss Jena war der einzige Spieler der DDR-Oberliga, der die Auszeichnung erhielt. Am 12. September 1986 erzielte er ein Freistoßtor gegen die BSG Stahl Brandenburg. Da er nicht zur Verleihung der Medaille ausreisen durfte, erhielt er diese erst vier Jahre später nach dem Mauerfall.

### Häufigste Auszeichnungen

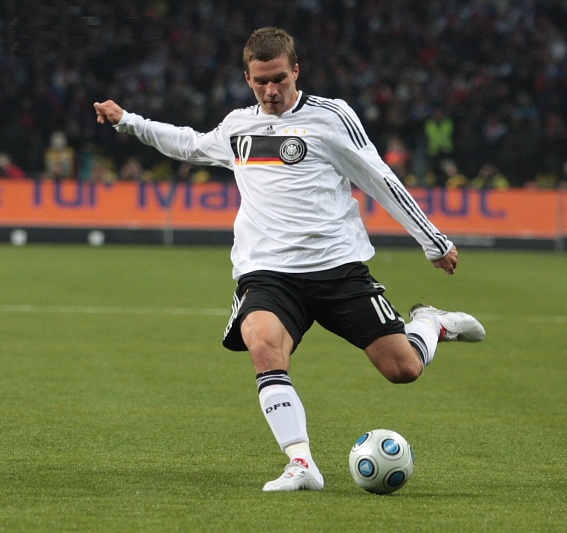
Lukas Podolski, 13-maliger Schütze des Tor des Monats

Am häufigsten, 13-mal, ausgezeichnet wurde Lukas Podolski (2004–2022). Podolski erreichte seine ersten acht Auszeichnungen in nur 27 Monaten (Januar 2004 bis April 2006). Es folgt Jürgen Klinsmann mit sieben Treffern (1986–1999). Mit je sechs Toren folgen Karl-Heinz Rummenigge (1979–1984), Mario Basler (1992–1999) und Klaus Fischer (1975–2003). Gerd Müller (1972–1976) und Rudi Völler (1987–1990) erhielten jeweils fünf Auszeichnungen.
Am häufigsten erhielten Spieler von Bayern München die Medaille, gefolgt von Spielern der deutschen Männer-Nationalmannschaft, Borussia Mönchengladbach und des 1. FC Köln.
Bis heute unübertroffene sechs Medaillen innerhalb eines Jahres erhielten 1973 Spieler von Borussia Mönchengladbach.

### Aufeinander folgende Auszeichnungen
Bernd Rupp war der Erste, der in zwei aufeinander folgenden Monaten gewählt wurde: im September und Oktober 1973, jeweils für Borussia Mönchengladbach. Danach gelang dies noch Gerd Müller (September/Oktober 1976), Allan Simonsen (September/Oktober 1977), Stefan Kuntz (November/Dezember 1993), Jürgen Klinsmann (Juni/Juli 1994), Arjen Robben (März/April 2010), Raúl (März/April 2012) und Marcel Risse (Oktober/November 2016). Jürgen Klinsmann schaffte es dabei, bei der Fußball-Weltmeisterschaft 1994 zwei Tore des Monats innerhalb von nur fünf Tagen zu erzielen: Am 27. Juni das Tor zum 1:0 gegen Südkorea und am 2. Juli im Achtelfinale gegen Belgien das Tor zum 2:1 (Endstand jeweils 3:2). Arjen Robben gelangen dabei 2010 für den FC Bayern München innerhalb von nur 74 Tagen drei Tore des Monats in drei verschiedenen Wettbewerben: am 23. Januar in der Bundesliga gegen Werder Bremen, am 24. März im DFB-Pokal gegen Schalke 04 und am 7. April in der Champions League gegen Manchester United.

### Größter Abstand zwischen zwei Auszeichnungen für einen Spieler
Im Nostalgie-Derby der Altstars der Vereine FC Bayern München und TSV 1860 München am 30. Juli 2003 gelang es dem ehemaligen Mittelstürmer Klaus Fischer mit 53 Jahren, fast 28 Jahre nach seiner ersten und 13 Jahre nach seiner bis dahin letzten Auszeichnung, erneut, das Tor des Monats in der 6. Minute zum 0:1 (Endstand 4:4) mit einem Fallrückzieher zu erzielen.

### Der älteste Preisträger
Der älteste Preisträger ist Kurt Meyer. Im Alter von 79 Jahren lupfte er am 20. Januar 2001 in einem Altherrenspiel von Blau-Weiß Post Recklinghausen den Ball ins Tor. Sein Treffer wurde in diesem Jahr auch zum Tor des Jahres gewählt.

### Der jüngste Preisträger
Jüngster Preisträger wurde im März 2015 der 16-jährige Michael Freudlsperger. Der Jugendliche mit Down-Syndrom verwandelte in der Halbzeitpause einer Bundesliga-Partie einen Elfmeter gegen den Bundesligatorwart Tom Starke.
Jüngster Torschütze des Monats in einem regulären Spiel war Lukas Scepanik (1. FC Köln U17). Im Alter von 17 Jahren schoss er am 5. Juni 2011 im Finale der U17-Meisterschaft gegen Werder Bremens U17 in der 85. Minute das Tor zum 3:2-Endstand.

### Die jüngste Preisträgerin
Loreen Bender (17 Jahre, deutsche U-17-Nationalmannschaft, Oktober 2022)

## Besonderheiten

### Eigentore
Ein kurioses Tor des Monats erzielte Helmut Winklhofer in seinem ersten Spiel für Bayern München bei Bayer 05 Uerdingen am 10. August 1985. Aus etwa 30 Metern schoss er den Ball unhaltbar für Jean-Marie Pfaff in das eigene Tor zum 1:0-Endstand. Jedoch verbot die Vereinsführung von Bayern München den nominierten Spielern Jean-Marie Pfaff und Helmut Winklhofer, den Preis entgegenzunehmen.
Ein weiteres Eigentor wurde im Juli 1993 ausgezeichnet: Am 1. Spieltag der Zweitligasaison 1993/94 verfehlte im Spiel von Hertha BSC beim FC Carl Zeiss Jena der Hertha-Torhüter Walter Junghans einen Rückpass seines Liberos Frank Rohde, als der Ball auf dem schlechten Untergrund einen unerwarteten Hüpfer machte.
Mittlerweile werden Eigentore nicht mehr für die Kandidatenauswahl berücksichtigt.

### Torhüter als Torschützen
Bisher wurden elf Torhüter zum Torschützen des Monats gewählt. Der bekannteste von ihnen ist Jens Lehmann, der am 19. Dezember 1997 ein Kopfballtor für Schalke 04 im Bundesligaspiel gegen Borussia Dortmund erzielte und damit der erste Torhüter war, dem in der Bundesliga ein Tor aus dem Spiel heraus gelang. Ebenfalls in der Bundesliga traf Marwin Hitz im Februar 2015 für den FC Augsburg aus dem Spiel heraus. Weitere Gewinner waren Dieter Paucken, dem im September 2006 in der Nachspielzeit des Spiels 1. FC Köln II gegen SSVg Velbert ein Tor per Seitfallzieher gelang, sowie Gerald Hillringhaus, der am 23. September 1989 für den SV Türk Gücü München ein Tor gegen MTV Ingolstadt per Seitfallzieher erzielte.
Am 21. August 2022 erzielte Vincent Müller, Torhüter des MSV Duisburg, mit einem direkten Freistoß aus über 70 Metern das Tor des Monats August 2022 (3. Liga, Auswärtsspiel gegen den SV Meppen).
Außerdem gewannen die Auszeichnung sechs weitere Torhüter, denen jeweils ein Tor per Abschlag gelang:
- Stephan Kuhnert (1. FSV Mainz 05, am 29. Oktober 1989 im Spiel der Oberliga Südwest gegen Borussia Neunkirchen)
- Jürgen Roth-Lebenstedt (FSV Salmrohr, am 25. Februar 1996 im Regionalliga-Spiel bei Rot-Weiß Oberhausen),
- Gábor Király (Hertha BSC, am 22. Juli 1998 im Freundschaftsspiel gegen den Karlsruher SC)
- Neco Martínez (Kolumbien, am 30. Mai 2006 im Freundschaftsspiel gegen Polen)
- Marcel Schuhen (1. FC Köln, am 27. März 2011 im U-19-Bundesligaspiel gegen SG Wattenscheid 09)
- Max Putz (DJK Vilzing, am 22. Juli 2023 im Spiel der Regionalliga Bayern gegen den 1. FC Nürnberg II)

### Koproduktionen
Siebenmal ging das Tor des Monats für eine Koproduktion an jeweils zwei Spieler:
- Im April 1972 an Klaus Scheer und Reinhard Libuda (Schalke 04)
- im November 1972 an Günter Netzer und Gerd Müller
- im Juni 2002 an Marco Bode und Miroslav Klose (alle deutsche Nationalmannschaft)
- im Juli 2013 an Julian Draxler und Raúl (FC Schalke 04)
- im Juli 2016 an Dirk Nowitzki und Lukas Podolski (Nowitzki All Star Team)
- im Juni 2020 an André Silva und Daichi Kamada (Eintracht Frankfurt)
- im April 2022 an Sven Michel und Kevin Behrens (Union Berlin)

### Golden Goal
Zweimal wurden Tore ausgezeichnet, die als Golden Goal das jeweilige Spiel entschieden und beendeten. Beide Treffer wurden in einem Finale erzielt und sicherten somit den Titelgewinn für eine deutsche Nationalmannschaft. Die Torschützen waren Oliver Bierhoff im Finale der Europameisterschaft 1996 gegen Tschechien (Juni 1996) und Nia Künzer im Finale der Frauen-Weltmeisterschaft 2003 gegen Schweden (Oktober 2003).

### Freistoßtore
Marcel Risse und Mehmet Scholl sind die einzigen Spieler, die drei Tore des Monats per Freistoß erzielten. Für beide sind es die einzigen Tore des Monats.

### „Kacktor“ des Monats
In der wöchentlich von Arnd Zeigler im WDR Fernsehen moderierten Sendung Zeiglers wunderbare Welt des Fußballs wird nach dem Vorbild des Tor des Monats das Kacktor des Monats sowie am Ende des Jahres das Kacktor des Jahres gewählt. Zur Auswahl stehen monatlich fünf kurios erzielte (Eigen-)Tore, die häufig aus dem Amateurfußball stammen.

### Tiefste Spielklasse
Klaus Mehler (SpVgg Fechenheim, Kreisliga A, Juni 1980), er war der erste Amateur, der das Tor des Monats erzielt hat.

### Das schnellste Tor des Monats
Norman Elsner (4,2 Sekunden, FC Eisenhüttenstadt, März 2004)

### Die größte Entfernung eines Feldspielers beim Tor des Monats
Moritz Stoppelkamp (82,3 Meter, SC Paderborn, September 2014)